# Dintikon
Dintikon is een gemeente en plaats in het Zwitserse kanton Aargau en maakt deel uit van het district Lenzburg.
Dintikon telt 2.125 inwoners.